# Pont de la Palombe
Le pont de la Palombe, anciennement le pont Amédée St-Germain / Armagnac, est un pont routier à Bordeaux qui a pour objet l'amélioration des liens entre les quartiers de Saint-Jean Belcier et Sacré-Cœur par le nouveau quartier Amédée Saint-Germain dans le cadre du projet Bordeaux-Euratlantique.
Il traverse les voies ferrées au sud de la gare Saint-Jean de la rue des Gamins dans le quartier Saint-Jean Belcier à la nouvelle rue des Ateliers dans le nouveau quartier Amédée Saint-Germain. Cette dernière mène à l'actuelle rue Amédée Saint-Germain.
Il tire son nom d'un train de nuit mythique la « Palombe bleue »,,,,,.
L'ouverture du pont a lieu le 1er juillet 2022.